# 韓旺乎
韓旺乎（：／ Han Wang-Ho，又譯：韓王浩，1998年2月3日—，遊戲ID：Peanut），是一名南韓英雄聯盟（ LOL ）職業選手。
現任職於HLE，擔任打野選手及隊長。
曾於 NaJin e-mFire、ROX Tigers、SK Telecom T1、Longzhu Gaming（後改名為 KING-ZONE DragonX）、Gen.G、LGD Gaming 、Nongshim Red Force、Gen.G效力。
2023年1月6日，入選KeSPA公布的2022年名人堂候補。
至2024年LCK夏季賽結束止，一共取得7次LCK聯賽冠軍，1次英雄聯盟季中邀請賽冠軍，是獲得最多次LCK冠軍的打野選手。

## 生平

### NaJin e-mFire
2014年12月，作為替補打野加入NaJin e-mFire，開始職業生涯。
2015年2月25日，對上SKT，正式出道。
11月，NaJin戰隊因投資方撤資，在KeSPA Cup戰敗後解散了所有隊員。
同年12月，留守隊伍的Peanut收到KOO Tigers的邀請，正式加入到KOO Tigers戰隊。

### ROX Tigers
2016年，Peanut作為先發選手加入ROX Tigers。於4月下旬因私人因素由尹旺乎（韓語：윤왕호）更名為韓旺乎，同時，獲得LCK春季賽亞軍。
8月20日在蠶室室內體育館舉辦的冠軍戰，以3:2擊敗KT獲得LCK夏季賽冠軍，前進2016英雄聯盟世界大賽。在世界賽四強賽對上SKT以2:3落敗。
2016年11月的KeSPA Cup，ROX Tigers在四強赛以2:0擊敗SKT，並於11月19日的決賽以3:1擊敗KDM，獲得2016年KeSPA Cup冠軍。
2016年11月末，進入LCK轉會期，原ROX Tigers成員均未能與戰隊成功續約，Peanut也於12月1日正式加入SK Telecom T1。

### SK Telecom T1
2017年，加入SK Telecom T1。
4月22日，SKT以3:0擊敗KT，獲得LCK春季賽冠軍，Peanut獲得總決賽MVP，並且取得MSI名額。
5月22日，SKT在MSI決賽中以3:1戰勝G2，獲得冠軍，SKT成為了首支連續獲得2次MSI冠軍的隊伍。
8月26日在LCK夏季賽，SKT以3:1不敵KZ，獲得LCK夏季赛亞軍。
11月4日，SKT在2017英雄聯盟世界大賽以0:3敗給SSG，居於亞軍。
2017年11月20日，Peanut宣布離開SKT。

### KING-ZONE DragonX
2017年11月25日，宣布加入Longzhu Gaming。
2018年1月，Longzhu戰隊宣布更名為KING-ZONE DragonX，簡稱KZ。
2018年3月15日，KZ以14勝的戰績，確定進入LCK春季季後賽，Peanut也完成連續5次進入總決賽的壯舉。
2018年4月14日，以3:1擊敗AFS，獲得LCK春季賽冠軍，前進MSI。
2018年5月20日，在MSI決賽中以3:1敗給RNG獲得亞軍。
2018年5月31日，獲選2018年亞洲運動會電子競技賽韓國隊隊員，代表韓國參加亞運會，在8月29日的決賽第四場時上場，最後仍以1:3的戰績敗給中國代表隊，獲得亞軍。
2018年11月19日，與KZ戰隊合約到期。

### Gen.G
2018年11月24日，Gen.G官推宣布，Peanut正式加入Gen.G。
2018年12月3日，被Riot Game邀請參加於12月7日~9日舉辦的英雄聯盟全明星賽，參加項目為12月8日舉辦的1v1單挑賽。
2018年12月31日的KeSPA Cup以0:3不敵Griffin拿到亞軍。
2019年，Gen.G獲得LCK春季賽第七，LCK夏季賽第六。
2019年11月18日，合約結束。

### LGD Gaming
2019年11月轉戰LPL，加入LGD Gaming，並簽署兩年合約。於2020年11月提前結束合約。

### Nongshim RedForce
2020年11月回到LCK，加入Nongshim RedForce，簡稱NS（農心）。

### Gen.G
2021年11月23日，NS宣布與Gen.G達成交易，將Bdd選手與Peanut選手進行交換，Peanut再次加入Gen.G。
2022年7月24日，Peanut達成參與LCK 500場賽事的成就，排名為LCK史上第七位。
2022年11月21日，公告與Gen.G續約，這也是Peanut職業生涯中第一次連續兩年待在同一隊伍。
2023年7月6日，Peanut因確診以線上方式參賽，同時，Gen.G以2:0擊敗LSB，以9-0的全勝戰績結束常規賽第一輪的賽事；在7月26日對上LSB的第一局戰後，Peanut取得自己在LCK的第400場勝場，排名為第三名。
2023年8月12日，Gen.G以3:2擊敗T1，鎖定夏季賽總決賽名額，並成為第一支進入世界賽的LCK隊伍。
2023年8月20日，Gen.G以3:0擊敗T1，取得LCK夏季賽冠軍，成為LCK歷史上第三支連續取得3次LCK冠軍的隊伍。此外，Peanut在第三局對戰中獲得第4000次助攻，為LCK中第一位獲得4000助攻的打野選手，排名於所有選手中的第四位；並與Khan並列為獲得6次LCK冠軍的選手，同時也是第一位得到6次冠軍的打野選手。
2023年10月19日~21日，於2023英雄聯盟世界大賽瑞士輪中，先後擊敗GAM、T1、G2，以3勝0敗之姿晉級八強賽。
2023年11月3日，八強賽對上BLG，讓二追三失利，世界賽旅程止步八強。
2023年11月21日，與Gen.G合約結束。

### Hanwha Life Esports
2023年11月24日，宣布加入HLE戰隊。
2023年12月13日，在LCK年度頒獎典禮上，獲得Monster Energy 最佳野怪殺手獎。
2024年1月9日，參與2024LCK季前賽，作為Oner的打野隊隊員。先後戰勝Keria的輔助隊、Zeus的上路隊，以及Faker的中路隊，獲得冠軍。
2024年3月3日，HLE以2:0擊敗DRX，同時以10-2的戰績，成為第三支確認進入季後賽的隊伍。
2024年3月24日，2024春季常規賽排名確定，HLE以15勝3負(+19)的成績，排名第三。
2024年3月30日，在春季賽季後賽第一輪，以3:0戰勝KDF，晉級季後賽第二輪。
2024年4月4日，第二輪對上T1，並3:0擊敗T1，進入第三輪勝者組。勝者組比賽將對上的是前所屬戰隊Gen.G。
2024年9月8日，於LCK夏季賽決賽以3:2戰勝Gen.G，取得2024LCK夏季賽冠軍。
2025年2月23日，以3:2擊敗Gen.G取得LCK CUP首屆冠軍。

## 個人獎項

### 2017
- 2017 LCK 春季賽季後賽 MVP[65]

### 2020
- 2020 LPL 春季賽 最佳第三陣容[66]

### 2021
- 2021 LCK 夏季賽常規賽 MVP[67]
- 2021 LCK 夏季賽 最佳第一陣容[68]

### 2022
- 2022 LCK 春季賽 最佳第三陣容[69]
- 2022 LCK 夏季賽 最佳第一陣容[70]
- 2022 LCK 夏季賽決賽 FMVP[71]

### 2023
- 入選KeSPA公布2022年名人堂候補[72]
- 2023 LCK 春季賽 最佳第二陣容[73][74]
- 2023 LCK 夏季賽 最佳第二陣容[75]
- 2023 LCK 頒獎典禮 Monster Energy 最佳野怪殺手獎[76]

### 2024
- 2024 LCK 春季賽 最佳第三陣容[77]
- 2024 LCK 夏季賽 最佳第二陣容

## 隊伍成績
| 年度 | 隊伍                | 項目            | 名次 |
| ---- | ------------------- | --------------- | ---- |
| 2016 | ROX Tigers          | 2016 LCK 春季賽 | 2    |
| 2016 | ROX Tigers          | 2016 LCK 夏季賽 | 1    |
| 2016 | ROX Tigers          | 2016 世界大賽   | 3–4  |
| 2016 | ROX Tigers          | 2016 KeSPA Cup  | 1    |
| 2017 | SK Telecom T1       | 2017 LCK 春季賽 | 1    |
| 2017 | SK Telecom T1       | 2017 MSI        | 1    |
| 2017 | SK Telecom T1       | 2017 洲際賽     | 2    |
| 2017 | SK Telecom T1       | 2017 LCK 夏季賽 | 2    |
| 2017 | SK Telecom T1       | 2017 世界大賽   | 2    |
| 2017 | Longzhu Gaming      | 2017 KeSPA Cup  | 2    |
| 2018 | KING-ZONE DragonX   | 2018 LCK 春季赛 | 1    |
| 2018 | KING-ZONE DragonX   | 2018 MSI        | 2    |
| 2018 | KING-ZONE DragonX   | 2018 洲際賽     | 2    |
| 2018 | KING-ZONE DragonX   | 2018 LCK 夏季赛 | 4    |
| 2018 | 韓國                | 2018 亞洲運動會 | 2    |
| 2018 | Gen.G               | 2018 KeSPA Cup  | 2    |
| 2019 | Gen.G               | 2019 LCK 春季赛 | 7    |
| 2019 | Gen.G               | 2019 LCK 夏季赛 | 6    |
| 2020 | LGD Gaming          | 2020 LPL 春季赛 | 15   |
| 2020 | LGD Gaming          | 2020 LPL 夏季賽 | 4    |
| 2020 | LGD Gaming          | 2020 世界大賽   | 9-12 |
| 2021 | Nongshim RedForce   | 2021 KeSPA Cup  | 2    |
| 2021 | Nongshim RedForce   | 2021 LCK 春季赛 | 6    |
| 2021 | Nongshim RedForce   | 2021 LCK 夏季赛 | 4    |
| 2022 | Gen.G               | 2022 LCK 春季赛 | 2    |
| 2022 | Gen.G               | 2022 LCK 夏季赛 | 1    |
| 2022 | Gen.G               | 2022 世界大賽   | 3–4  |
| 2023 | Gen.G               | 2023 LCK 春季赛 | 1    |
| 2023 | Gen.G               | 2023 MSI        | 4    |
| 2023 | Gen.G               | 2023 LCK 夏季赛 | 1    |
| 2023 | Gen.G               | 2023 世界大賽   | 5-8  |
| 2024 | Team Jungle         | 2024 LCK 季前賽 | 1    |
| 2024 | Hanwha Life Esports | 2024 LCK 春季賽 | 3    |
| 2024 | Hanwha Life Esports | 2024 LCK 夏季賽 | 1    |
| 2024 | Hanwha Life Esports | 2024 世界大賽   | 5-8  |
| 2025 | Team Jungle         | 2025 LCK 季前賽 | 3–4  |
| 2025 | Hanwha Life Esports | 2025 LCK CUP    | 1    |

## 外部連結
- Peanut的X（前Twitter）
- Peanut的Instagram帳戶 （页面存档备份，存于）
- Peanut的直播平台 （页面存档备份，存于）
- Peanut的YouTube頻道 （页面存档备份，存于）